# Régis Voyron
Émile Jean François Régis Voyron, född den 5 augusti 1838 i Dieulefit (departementet Drôme), död 1921 i La Voulte-sur-Rhône (departementet Ardèche), var en fransk militär.
Voyron blev underlöjtnant vid marininfanteriet 1860, deltog som kapten i 1870–1871 års krig, där han utmärkte sig vid Bazeilles (1 september 1870), samt som bataljonschef i kriget i Sudan (Franska Västafrika) 1881, varunder han intog Goubanko. Som brigadchef utmärkte han sig i kriget i Indokina 1891 samt i all synnerhet i kriget på Madagaskar 1895,, där han förde befäl över marininfanteribrigaden, som utgjorde kärnan i general Duchesnes flygande kolonn, vilken intog Antananarivo (30 september). Åren 1896–1900 var han överbefälhavare över de franska trupperna på ön. Under tiden utnämndes han (1899) till divisionsgeneral. Under boxarupproret 1900 förde han befälet över franska expeditionskåren i Kina. Efter återkomsten blev han ledamot av högsta krigsrådet. Ännu vid sin död kvarstod Voyron i generalstabens kader.